# Cribrohammus chinensis
Cribrohammus chinensis là một loài bọ cánh cứng trong họ Cerambycidae.